# 切斯特菲爾德鎮區 (密歇根州)
切斯特菲爾德鎮區（英語：Chesterfield Township）是位於美國密歇根州馬科姆縣的一個特設鎮區。

## 地方資料
切斯特菲爾德鎮區的面積為79.00平方千米，當中陸地面積為71.20平方千米，而水域面積為7.80平方千米。根據2020年美國人口普查的數據，當地共有人口45376人，而人口密度為每平方千米574.38人。